# ریگوبرت سانگ
ریگوبرت سانگ باهاناگ (فرانسوی: Rigobert Song Bahanag‎؛ زاده ۱ ژوئیهٔ ۱۹۷۶) بازیکن فوتبال پیشین اهل کامرون است.وی هم اکنون هدایت تیم ملی فوتبال کامرون را برعهده دارد. 
سانگ بیشتر به خاطر مهارت‌های دفاعی اش شناخته شده بود. او اغلب به عنوان مدافع میانی بازی می‌کرد، البته بر اساس نیاز می‌توانست در دفاع راست نیز بازی کند.
سانگ که در بین سال‌های ۱۹۹۳ تا ۲۰۱۰ عضو تیم ملی فوتبال کامرون بوده و در ۸ دوره جام ملت‌های آفریقا حضور داشت که در ۵ دوره آن بازوبند کاپیتانی کامرون را به بازو بسته بود. حاصل این ۸ دوره حضور ۲ قهرمانی در این بازی‌ها در سال‌های ۲۰۰۰ و ۲۰۰۲ بود.
وی عموی الکس سانگ دیگر ملی پوش کامرونی است.

## افتخارات

### باشگاهی
گالاتاسرای
- سوپر لیگ فوتبال ترکیه: ۰۶–۲۰۰۵، ۰۸–۲۰۰۷
- جام حذفی فوتبال ترکیه: ۲۰۰۵

ترابزون‌اسپور
- جام حذفی فوتبال ترکیه: ۲۰۱۰

### ملی
کامرون
- جام ملت‌های آفریقا (۲): ۲۰۰۰، ۲۰۰۲؛ نایب قهرمان ۲۰۰۸
- جام کنفدراسیون‌ها: نایب قهرمان ۲۰۰۳